# Mont Mainalos
Le Mont Mainalos[réf. nécessaire] (en latin Mons Maenalus) est une constellation créée par Hevelius en 1690, située sous le Bouvier et nommée d'après le Ménale, une montagne du Péloponnèse (Grèce).
Elle est reconnue par Johann Elert Bode et d'autres, mais pas par l'Union astronomique internationale. 
Elle est donc considérée comme disparue, au sens d'intégrée à la constellation du Bouvier.
Son étoile la plus brillante était 31 Bootis.

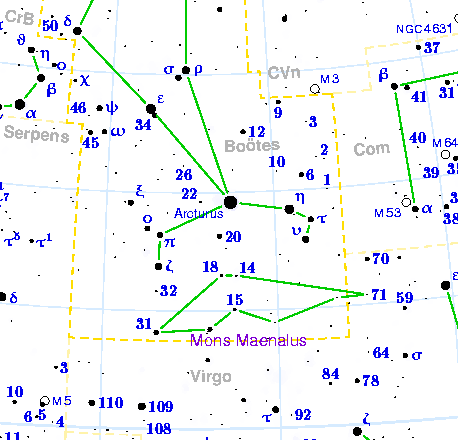
Carte de la constellation Mons Maenalus.

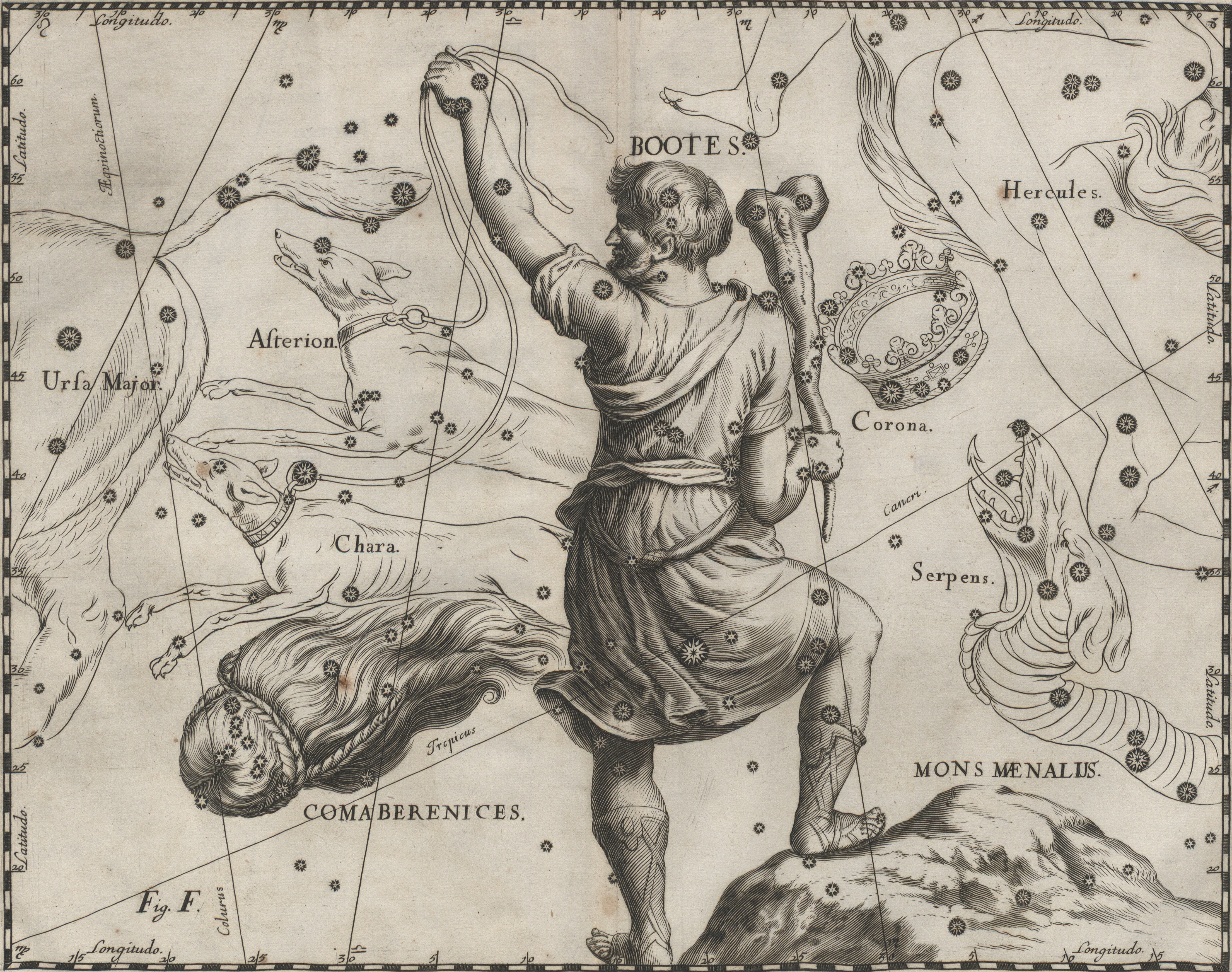
Assiette de l’Uranographica d’Hevelius : le Mons Mænalus est en bas à droite, sous Boötes.